# Erateina albicans
Erateina albicans är en fjärilsart som beskrevs av Paul Dognin 1908. Erateina albicans ingår i släktet Erateina och familjen mätare. Inga underarter finns listade i Catalogue of Life.